# Древняя Русь в свете зарубежных источников: Хрестоматия
«Древняя Русь в свете зарубежных источников: Хрестоматия» — пятитомное издание источников по истории Древней Руси, выпущенное в 2009—2010 годах Русским фондом содействия образованию и науке. Дополнение к учебному пособию «Древняя Русь в свете зарубежных источников» (Москва, 1999, 2003, 2013).

## Про издание
С XIX века и до нашего времени были попытки издания сводов зарубежных источников по истории славян и Руси. Данная хрестоматия является попыткой максимально осветить историю Руси через посредство зарубежных источников. Хрестоматия состоит из пяти томов, подготовленных коллективом авторов, крупных специалистов в своей сфере.
Особой ценностью представляет опубликование тех материалов, которые не переводились на русский язык, или были расположены в труднодоступных академических изданиях. Впервые в хрестоматии они собраны воедино, имеют перевод и комментарии.
Хрестоматия предназначена для студентов исторических и филологических отделений вузов, для исследователей средневекового периода истории Восточной Европы, для всех интересующихся историей России.

## Перечень томов
- Древняя Русь в свете зарубежных источников: Хрестоматия / Под ред. Т. Н. Джаксон, И. Г. Коноваловой и А. В. Подосинова. Том. I: Античные источники. Сост. А. В. Подосинов. — М.: Русский Фонд Содействия Образованию и Науке, 2009. — 352 с. ISBN 978-5-91244-004-5
- Древняя Русь в свете зарубежных источников: Хрестоматия / Под ред. Т. Н. Джаксон, И. Г. Коноваловой и А. В. Подосинова. Том II: Византийские источники. Сост. М. В. Бибиков. — М.: Русский Фонд Содействия Образованию и Науке, 2010. — 384 с. ISBN 978-5-91244-008-3
- Древняя Русь в свете зарубежных источников: Хрестоматия / Под ред. Т. Н. Джаксон, И. Г. Коноваловой и А. В. Подосинова. Том. III: Восточные источники. Сост. ч. I — Т. М. Калинина, И. Г. Коновалова; ч. II — В. Я. Петрухин. — М.: Русский Фонд Содействия Образованию и Науке, 2009. — 264 с. ISBN 978-5-91244-044-5
- Древняя Русь в свете зарубежных источников: Хрестоматия / Под ред. Т. Н. Джаксон, И. Г. Коноваловой и А. В. Подосинова. Том IV: Западноевропейские источники. Сост., пер. и коммент. А. В. Назаренко. — М.: Русский Фонд Содействия Образованию и Науке, 2010. — 512 с. ISBN 978-5-91244-013-7
- Древняя Русь в свете зарубежных источников: Хрестоматия / Под ред. Т. Н. Джаксон, И. Г. Коноваловой и А. В. Подосинова. Вып. V: Древнескандинавские источники. Сост. частей VI, IX, X — Г. В. Глазырина; частей III, IV, V, VII, VIII, XI — Т. Н. Джаксон; частей I, II, XII — Е. А. Мельникова. — М.: Русский Фонд Содействия Образованию и Науке, 2009. — 384 с. ISBN 978-5-91244-005-2